# История Йемена
Йемен — один из древнейших очагов цивилизации.

## Палеолит
Доашельская индустрия Хадрамаута многослойной пещерной стоянки Аль-Гуза, характеризуется инвентарём, характерным для олдувайских памятников. В 2008 году на острове Сокотра найдены орудия олдувайской культуры. На основании геоморфологических, стратиграфических палеомагнитных данных из нижнего культуросодержащего горизонта Н можно сделать вывод, что заселение Южной Аравии человеком произошло ок. 1,65—1,35 млн лет назад.
Ашельская индустрия обнаружена в Южной Аравии на стоянке Мешхед III, местонахождении Джоль-Урум (Хадрамаут). На стоянке Мешхед III найдены рубила в сочетании с орудиями на отщепах и незначительным количеством чопперов. Как и в предшествующий период господствует техника одноплощадного нуклеуса подпараллельного скалывания. Стоянка Мешхед III обнаруживает сходство с ашелем Ближнего Востока и оазиса Харга в Египте.
Леваллуазская нефасетированная индустрия памятников среднего палеолита Хад-рамаута (стоянки-мастерские Мешхед I, Аль-Габр I, II, IX и др.) имеют максимальное сходство с «нубийским мустье» долины Нила и «нижним леваллуа» оазиса Харга, а по ряду общих признаков образуют единство с другими среднепалеолитическими индустриями Аравии и Северо-Восточной Африки.
Каменная индустрия верхнего палеолита со стоянок Хадрамаута (Мешхед IV и V, Аль-Габр IV, X—XII, Вади Дауан I—III и др.) и местонахождений Махры (Вади Хурут I и III) более архаична по сравнению с европейскими и ближневосточными верхнепалеолитическими индустриями и смыкается с синхронными памятниками долины Нила и Ливийской пустыни, образуя с ними единую культурную провинцию. Х. А. Амирханов рассматривает хадрамаутские материалы как южноаравийский вариант «оазисных культур» афро-азиатской полосы сухих тропиков.
На территории Южной Аравии наиболее важными стратифицированными неолитическими комплексами в Хадрамауте являются Ас-Сафа I, Мешхед X—XI, в Махре — Хабарут I и II, навес Мсабиг, пещера Хбек. В раннем неолите Аравии (VIII—VI тыс. до н. э.) Х. А. Амирханов выделяет два резко отличных культурных комплекса: южноаравийский и восточноаравийский. Индустрия восточноаравийского комплекса обнаруживает близость к докерамическому неолиту Ближнего Востока сформировалась под прямым воздействием месопотамских культурных импульсов. Южноаравийский культурный комплекс сформировался на местном субстрате и сохранил традиционное (североафриканское) направление культурных связей. На ранней стадии позднего неолита Аравийского полуострова (V тыс. до н. э.) отмечено исчезновение восточноаравийского комплекса с трансформацией южноаравийского культурного комплекса в сторону «пустынного неолита», проявляющего черты сходства с капсийской индустрией и фаюмским неолитом долины Нила и Восточной Сахары. Специфические уже в VIII тыс. до н. э. для южноаравийского неолита элементы в фаюмском оазисе фиксируются только в V тыс. до н. э., что указывает на направление культурных влияний от Аравии в сторону Северной Африки. Памятники постнеолита Южной Аравии (II—I тыс. до н. э.) были синхронны культуре бронзового века и раннегородской цивилизации данной территории и плавно трансформировались в культуру исторически современного кочевого бедуинского населения.

## Домусульманская Аравия
Древнейшие, наиболее известные нам, царства на территории Йемена: были Аусанское царство, Катабан, Хадрамаут, Маин, Саба и Химьяр. Данные царства не обязательно представляли собой государства; Маин, например, возможно, правильнее было бы обозначить как гражданско-храмовую общину.
В 26 году до н. э. по приказу Октавиана Августа в Аравию была отправлена военная экспедиция под командованием Галла, которая завершилась поражением римских войск.
В IV веке весь Йемен был объединён химьяритами. В конце того же века химьяритские цари приняли иудаизм в качестве государственной религии.

## Под властью иноземных владык
- В начале VI века Йемен попал под влияние Аксумской Эфиопии, что привело к его временной христианизации.
- В конце VI века Йемен был завоёван сасанидским Ираном.
- 628 — исламское завоевание.

## Исламская эпоха
В раннеисламскую эпоху социальная система Йемена испытывает сильные изменения, связанные с трансформацией древних вождеств в племена
- В IX—XII веках Йемен находился под властью соперничающих друг с другом династий Зиядидов (820—1017), Яфуридов (861—994), Наджахидов (1021—1159), Сулайхидов (1038—1098), Хамданидов (1099—1174), Махдидов (1137—1174), Зурайидов (1083—1174) и Сулайманидов (1138—1161, 1196 — около 1281).
- 897 — основание зейдитского имамата на севере Йемена во главе с династией Рассидов (894—1301).
- 1173 — вторжение египетских войск.
- 1174—1229 — Йемен — вассальный Египту султанат во главе с ветвью династии Аййубидов.
- 1229—1454 — объединение Йемена под властью династии Расулидов.
- 1454—1517 — Йемен под властью династии Тахиридов.
- 1517—1538 — Мамлюкское завоевание. Политическая раздробленность. Йемен под «покровительством» Османской империи.
- 1538—1635 — османское завоевание Йемена, эялет Йемен.

Во второй половине XVIII века имам Саны господствовал над 30 провинциями. В 1872 году турки вновь заняли Йемен, но в 1904 году имам зейдитов Яхья Хамид-ад-Дин начал всеобщее восстание против турок.

## Британское владычество в Йемене
В 1802 году султан Ахмед Абд-аль-Карим подписал с британцами договор, по которому Аден стал «открытым портом для всех товаров, поступающих на английских кораблях». В городе была учреждена фактория Ост-Индской компании. С 1809 года британские суда стали заходить в порт Адена регулярно. В 1839 году англичане захватили Аден, чему формально был придан вид договора купли-продажи, по которому султан за скромное вознаграждение передал Великобритании аденскую гавань и прилегающее селение. C этого события началась история британской колонизации Южного Йемена.
С ростом кризиса английского империализма и его колониальной системы и повышением значения Адена в обеспечении стратегических интересов Великобритании хозяйство колонии в начале 1950-х годов стало развиваться. Это увеличило и без того немалую разницу в экономическом уровне между Аденом и протекторатами. Объём продукции предприятий Аденской колонии был невелик. Так, в 1962 г. было произведено 120,8 тыс. т соли, 279 т алюминиевой посуды, 34 т. сигарет и табака, более 40 млн бутылок прохладительных напитков, около 2 млн цементных блоков, более 3,8 млн кирпичей, переработано 6119 тыс. т нефти. За пределами Адена из промышленных предприятий заслуживали внимания лишь небольшая рыбоконсервная фабрика в Мукалле и два хлопкоочистительных завода — в Абьяне и Лахдже.
В 1963 году в Адене началось антибританское восстание, получившее название «Аденского кризиса».

## Северный Йемен и Южный Йемен
В 1918 году Северный Йемен получил независимость от Османской империи (под властью которой он вновь оказался в XIX веке).
В 1928 году был заключён советско-йеменский договор о дружбе и торговле.
В 1934 году произошёл вооружённый конфликт между Саудовской Аравией и Йеменом из-за территориальных споров.
В 1951 году был создан Союз учителей Адена (одна из первых профсоюзных организаций на всей территории Аравийского полуострова), в марте 1956 года состоялся первый конгресс аденских профсоюзов и началось издание профсоюзной газеты "Амиль" ("Рабочий").
18 сентября 1962 года, после смерти короля Ахмеда, новым королём Северного Йемена был провозглашен принц Мухаммед аль-Бадр. Воспользовавшись сложившейся ситуацией, 26 сентября военные свергли монархию и провозгласили Йеменскую Арабскую Республику. Однако, с помощью Саудовской Аравии, король и его сторонники, бежавшие на север, развязали гражданскую войну, которая длилась до 1970 года. В ней присутствовало и иностранное вмешательство — 8 бригад Египта сражались на стороне республиканцев против роялистов.
В 1967 году завоевал независимость Южный Йемен. Спустя 3 года правительство Южного Йемена (НДРЙ) приняло просоветскую ориентацию. Следующие два десятилетия между НДРЙ и Йеменской Арабской Республикой имели место многочисленные пограничные столкновения, переходившие в войны (например, в 1972, 1978, 1979, 1980, 1985 и 1987 годах).
В 1990 году два государства объединились в Йеменскую Республику.
В 1994 году в Йемене произошла гражданская война. 21 мая бывшие лидеры НДРЙ вновь провозгласили на Юге независимое государство — Демократическую Республику Йемен, однако к июлю того же года вооружённое выступление южан было подавлено йеменской армией.
В 2004 года на северо-западе Йемена вспыхнул Шиитский мятеж. За время конфликта враждующие стороны не раз объявляли о перемирии, но каждый раз конфликт вспыхивал снова.
19 марта 2010 года президент Али Абдулла Салех объявил об «окончательном прекращении конфликта».

## Волнения в Йемене в 2011 году
Волнения в Йемене начались с января 2011 года.
Первая демонстрация с требованием отставки президента страны Али Абдаллы Салеха, который к тому времени находился у власти 32 года — с 1978 года, состоялась 22 января..
27 января на улицы столицы страны города Сана вышли тысячи человек с требованием отставки президента..
23 ноября 2011 года президент Салех в столице Саудовской Аравии подписал Указ о передаче полномочий вице-президенту страны Абеду Раббо Мансуру аль-Хади — с четвёртой попытки, три до этого проваливались. Сам Салех получил статус «почётного президента», до избрания нового главы государства, и заявил, что намеревается покинуть Йемен и выехать в США на лечение.
24 декабря в Сане лояльные Салеху военные (под руководством его сына) открыли огонь по протестующим, требовавшим суда над ушедшим президентом — по меньшей мере, 9 человек погибли и 90 получили ранения. На следующий день Салех заявил, что намерен отправиться в США, чтобы «предоставить возможность переходному правительству национального единства подготовиться к выборам».
9 января 2012 года временное правительство Йемена одобрило законопроект о предоставлении иммунитета от судебного преследования уходящему президенту Али Абдалле Салеху. Согласно формальной процедуре, законопроект должен также получить одобрение парламента Йемена. Йеменцы возмущены судебным иммунитетом для Салеха. Заседание Палаты депутатов по данному вопросу должно было состояться 11 января, но под давлением демонстрантов было отложено до субботы, 14 января.
Выборы нового президента Йемена состоялись 21 февраля 2012 года. Новый президент Йемена Абдураба Мансур Хади в субботу, 25 февраля, принял присягу, а торжественная церемония инаугурации прошла 27 февраля в Сане.

## Вооружённые столкновения и попытка государственного переворота в 2015 году
В середине августа 2014 года хуситы начали проводить в ряде регионов страны массовые демонстрации после того, как власти объявили о сокращении субсидий на нефтепродукты, что привело к росту цен на бензин в два раза. Основным требованием была отставка «коррумпированного кабинета».

К середине сентября накал страстей достиг своего пика, на окраинах Саны начались столкновения протестующих с силами безопасности. Уже через два дня хуситам удалось сломить сопротивление силовых структур, захватить здания ряда госучреждений и установить свои блокпосты.
17 января в столице неизвестные похитили главу администрации президента Ахмеда Авада бен Мубарака. Он направлялся к зданию правительства, чтобы принять участие в запланированном заседании, посвященном проекту конституции республики. Есть данные, что за похищением стоят хуситы.
19 января 2015 года в результате столкновений, вспыхнувших в столице Йемена Сане, погиб один человек, ещё трое получили ранения. Об этом сообщила министр информации республики Надия ас-Саккаф. «Нападение на президентский дворец — это попытка госпереворота», — подчеркнула она.
Бои между силами безопасности страны и шиитскими мятежниками (хуситами) начались в понедельник 19 января утром.

Сообщалось о том, что мятежники захватили здания государственного информационного агентства страны САБА и спутникового телеканала. В результате боевых действий госучреждения и посольства прекратили свою работу.
22 января президент Хади подал прошение об отставке.
5 февраля хуситы заявили о роспуске палаты представителей и формировании переходного совета, состоящего из 551 участника из всех провинций Йемена, который выберет состав президентского совета.
21 февраля 2015 года Хади удалось бежать из Саны в Аден, после того как пробыл под домашним арестом в течение месяца. Там он встретился с губернаторами южных провинций и сделал заявление об отзыве своего заявлении об отставке.
По просьбе йеменского президента и правительства, 26 февраля 2015 года в Йемене была начата военная операция коалиционных сил арабских государств под руководством Саудовской Аравии.